# 富里郵便局
富里郵便局（とみさとゆうびんきょく）
- 千葉県富里市にある郵便局。本記事にて記述する。
- 山梨県南巨摩郡身延町にある郵便局。局番号は08020。

富里郵便局（とみさとゆうびんきょく）は千葉県富里市にある郵便局。民営化前の分類では集配普通郵便局であった。

## 概要
住所：〒286-0299 千葉県富里市七栄674-6

## 沿革
- 1927年（昭和2年）2月11日 - 開局。
- 1972年（昭和47年）3月24日 - 電話交換業務を成田電報電話局に移管[1]。
- 1983年（昭和58年）10月1日 - 和文電報配達業務を成田電報電話局に移管。
- 1989年（平成元年）9月1日 - 特定郵便局から普通郵便局に局種別改定。
- 1999年（平成11年） - 外国通貨の両替および旅行小切手の売買に関する業務取扱を開始。
- 2007年（平成19年）10月1日 - 民営化に伴い、併設された郵便事業富里支店に一部業務を移管。
- 2012年（平成24年）10月1日 - 日本郵便株式会社発足に伴い、郵便事業富里支店を富里郵便局に統合。

## 取扱内容
- 郵便、印紙、ゆうパック、内容証明
- 貯金、為替、振替、振込、国際送金、外貨両替・トラベラーズチェック、国債、投資信託
- 生命保険、バイク自賠責保険、自動車保険
- ゆうちょ銀行ATM
- 富里市内の集配業務
- ゆうゆう窓口

## 周辺
- 富里市役所
- 富里中央公園
- 富里市立図書館
- 富里市立富里中学校
- 国道296号

## アクセス
- 千葉交通バス 富里郵便局停留所下車
- 東関東自動車道 富里ICから南東へ約4km
- 駐車場あり：14台